# 加林山隧道

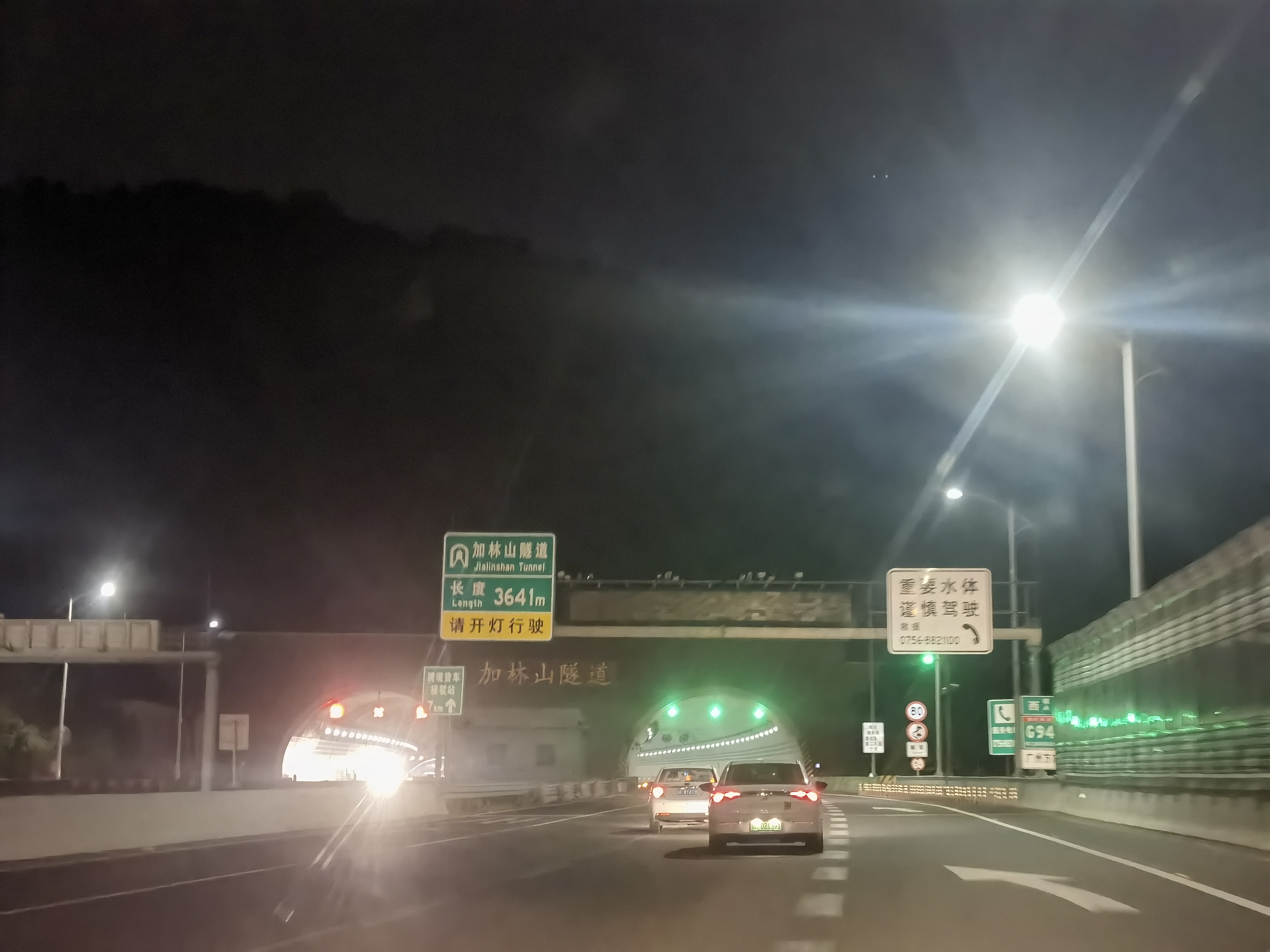
加林山隧道

加林山隧道是中國广东省珠海市一條連接灣仔与珠海保稅區的行車隧道。全长3641米，宽14.22米，高5.1米，双向六車道，时速80公里/小時。本隧道於2013年第二季动工，2016年9月9日正式通车。现時加林山隧道与后建成的拱北隧道共同构成 珠三角环线高速珠海段的重要部分。

## 简介
加林山隧道是港珠澳大桥的重要配套工程，珠海连接线项目起自珠澳口岸人工岛，向西设起点连接匝道、拱北湾大桥连接珠海连接线人工岛；采用隧道方式穿越拱北湾海域并下穿拱北口岸；经茂盛围军事管理区后，设前山河特大桥跨越前山河；经中富工业园上跨南湾大道后，设加林山隧道，然后以高架桥形式继续西行至洪湾